# گرگوری کالبرت
گرگوری کالبرت (انگلیسی: Gregory Colbert؛ زادهٔ ۱۹۶۰) یک عکاس و کارگردان اهل کانادا است.
او خالقِ مجموعه‌آثارِ مشهورِ «خاکستر و برف» است که نخستین بار در سال ۲۰۰۲ میلادی، در شهرِ ونیز ایتالیا رونمایی شد و پس از آن، در سرتاسر جهان به نمایش درآمده است.